# Deportivo Paraguaná
El Deportivo Paraguaná es un club de fútbol de Venezuela, ubicado en la ciudad de Punto Fijo, estado Falcón. Fue fundado en el 2013, y juega en la Tercera División de Venezuela.

## Historia
El equipo debutó en el Clasificatorio 2013. En el grupo Central II, que compartía con cuatro rivales, se ubicó en el cuarto lugar tras acumular 9 puntos, sin lograr el pase al Torneo de Promoción y Permanencia 2014. Por consiguiente, juegan el Nivelatorio 2014, y mejoran su actuación al  ganar el Grupo Central II, tras acumular 23 puntos.
Para la temporada 2014-15 jugaran por vez primera ante 7 rivales, por la reforma que sufrió el división.

## Datos del club
- Temporadas en 1.ª División: 0
- Temporadas en 2.ª División: 0
- Temporadas en 3.ª División: 2 (2013-14, 2014/15)